# Kupusina (Wojwodina)
Kupusina (cyr. Купусина; węg. Kupuszina) – wieś w Serbii, w Wojwodinie, w okręgu zachodniobackim, w gminie Apatin. W 2011 roku liczyła 1952 mieszkańców.